# Consiglio nazionale slovacco (1918)
Il Consiglio nazionale slovacco (in slovacco: Slovenská národná rada) del 1918 fu il supremo organo rappresentativo della nazione slovacca.
Fu fondato a Budapest il 26 maggio 1914 per impulso di Matúš Dula. La sua effettiva istituzione fu stabilita con riunioni segrete fra i deputati slovacchi alla Dieta ungherese al momento della scomparsa dell'Austria-Ungheria e ratificata il 12 settembre 1918 a Budapest. Fu Ferdinand Juriga in un suo discorso alla Dieta ungherese che per la prima volta fece uscire allo scoperto il Consiglio nazionale slovacco. Il discorso destò indignazione perché l'associazione avrebbe dovuto rimanere segreto fino all'adunanza prevista per il 30 ottobre.
Infatti il 30 ottobre dello stesso anno un'adunanza convocata a Turčiansky Svätý Martin, l'odierna Martin, approvò e pubblicò la Dichiarazione storica della nazione slovacca, nota come Dichiarazione di Martin, con cui la nazione slovacca sceglieva di separarsi dal Regno d'Ungheria e di entrare a far parte dello Stato unico cecoslovacco, che era appena sorto dalle ceneri dell'Impero austro-ungarico. Nella stessa riunione Matúš Dula fu eletto presidente dell'assemblea.
Il Consiglio nazionale slovacco traeva la sua rappresentatività solo dall'autorevolezza dei patrioti slovacchi che vi aderirono e le sue riunioni non erano pubbliche. Ciò non di meno, era necessario che la volontà nazionale fosse espressa da qualche autorevole consesso, in omaggio agli accordi che Tomáš Garrigue Masaryk, il futuro primo presidente della Cecoslovacchia, aveva pattuito con gli alleati e in particolare con il presidente statunitense Woodrow Wilson, in cui aveva ottenuto per i popoli dell'Impero austro-ungarico il diritto all'autodeterminazione. Il ruolo del Consiglio nazionale slovacco evitò il ricorso a un plebiscito.  Tuttavia non mancarono polemiche in merito all'effettiva rappresentatività del Consiglio nazionale slovacco, i cui venti membri provenivano per lo più dai dintorni di Martin e a fronte della maggioranza cattolica della Slovacchia aveva una forte componente evangelica. 
Nel breve periodo della sua esistenza il Consiglio nazionale slovacco cercò di articolarsi con filiali sul territorio, ma queste si diffusero solo in alcune zone, soprattutto nella Slovacchia occidentale e nei dintorni di Liptovský Mikuláš, mentre nella Slovacchia orientale non si formò nessun comitato locale, anche a causa dell'occupazione ungherese messa in atto nel novembre e nel dicembre del 1918. Sempre a causa dell'incerta situazione militare, il governo centrale cecoslovacco non tenne conto della sovranità che il Consiglio nazionale slovacco si era attribuito e lo considerò un semplice organo consultivo. Nella Slovacchia orientale si oppose al Consiglio nazionale slovacco un'altra assemblea che pretendeva per sé le medesime prerogative: il Consiglio nazionale slovacco-orientale (Východolovenská národná rada) capeggiato da Viktor Dvorčák che proclamò l'11 dicembre la Repubblica popolare slovacca, nell'ideale che gli slovacchi potessero convivere in un grande Stato a guida ungherese (uhroslovjactvo).
Per disposizione di Vavro Šrobár, che come "ministro plenipotenziario della regione slovacca", rappresentava gli interessi di Praga in Slovacchia, il Consiglio nazionale slovacco fu abolito d'autorità il 23 gennaio 1919.

## Personalità principali
- Matúš Dula
- Matej Metod Bella
- Ivan Dérer
- Andrej Hlinka
- Milan Hodža
- Jur Janoška
- Ferdinand Juriga
- Karol Anton Medvecký
- Vavro Šrobár
- Emil Stodola
- Samuel Zoch